# Lythria griseofasciata
Lythria griseofasciata är en fjärilsart som beskrevs av Gradl 1938. Lythria griseofasciata ingår i släktet Lythria och familjen mätare. Inga underarter finns listade i Catalogue of Life.